# C'est plus fort que moi
 (avril 2013).
Si vous disposez d'ouvrages ou d'articles de référence ou si vous connaissez des sites web de qualité traitant du thème abordé ici, merci de compléter l'article en donnant les références utiles à sa vérifiabilité et en les liant à la section « Notes et références ».
Singles de Lorie
Ensorcelée
(2004) Toi et moi
(2005)
C'est plus fort que moi est une chanson de la chanteuse française Lorie issue du troisième album studio, intitulé Attitudes. Le titre est sorti en tant que quatrième et dernier single de l'album le 6 décembre 2004 et s'est vendu entre 80 000 et 90 000 exemplaires.

## Clip vidéo
Le clip est extrait de la tournée Week End Tour qui a été tourné à Lille.

## Liste des pistes
- CD single

1. C'est plus fort que moi – 3:49
2. Medley – 7:06
3. Ensorcelée (Palm Avenue Remix) – 5:00

## Crédits
- Auteur-compositeur : Jean-Jacques Goldman
- Producteur : Johnny Williams
- Photo : Yan Forhan

## Classement hebdomadaire
| Pays          | Meilleure position | Nombre de semaines |
| ------------- | ------------------ | ------------------ |
| France        | 15                 | 16                 |
| Belgique (WA) | 18                 | 10                 |
| Suisse        | 41                 | 10                 |